# 杨绍辉
杨绍辉（1992年7月9日—），云南巍山人，中国马拉松选手，创造了中国男子选手在奥运会上马拉松项目的最好名次与历届最佳成绩。

## 生平
1992年7月9日，出生于今云南省大理州巍山县紫金乡民建村大么地村民小组。17岁时，代表学校参加巍山县的比赛，包揽了3000米和5000米的冠军，之后代表巍山县去大理州参加比赛，再次将这两个项目的冠军收入囊中，同时被大理州体校的教练看中。18岁时，进入大理体校进行专业的中长跑系统训练，一学期后，因表现突出，转入云南省体育工作大队，开始了一边上学一边训练的生活。2016年11月，在第十六届亚洲马拉松锦标赛上，以2小时16分59秒获得第七名。2019年，多哈世锦赛以2小时15分17秒完赛，排在第20位，这是其首次参加国际大赛。2019年10月27日，成都马拉松以2小时11分40秒获得国内男子组第1名。2019年11月3日，北京马拉松以2小时13分14秒获得国内男子组头名。2019年12月1日，以2小时14分13秒的成绩获2019年深圳宝安国际马拉松赛全程男子中国运动员第一名。2020年9月26日，多伦马拉松中以2小时18分44秒获得季军。2020年11月29日，以2小时08分56秒的成绩获得南京马拉松男子亚军。2021年4月11日，以2小时11分19秒获得2021年全国马拉松锦标赛（徐州站）暨奥运会马拉松选拔赛男子组亚军，并获得了参加2020年东京奥运会马拉松赛的资格。2021年4月12日，获得2020年度“国人竞速”突破奖。2021年8月8日，以2小时14分58秒的成绩位列第19名，创造了中国男子选手在奥运会上的最好名次与历届最佳成绩。2023年10月5日，杨绍辉奪得杭州亚运会田径男子马拉松銅牌。

## 相关链接
- 世界田联官网中的杨绍辉 （页面存档备份，存于）